# Gaumukh

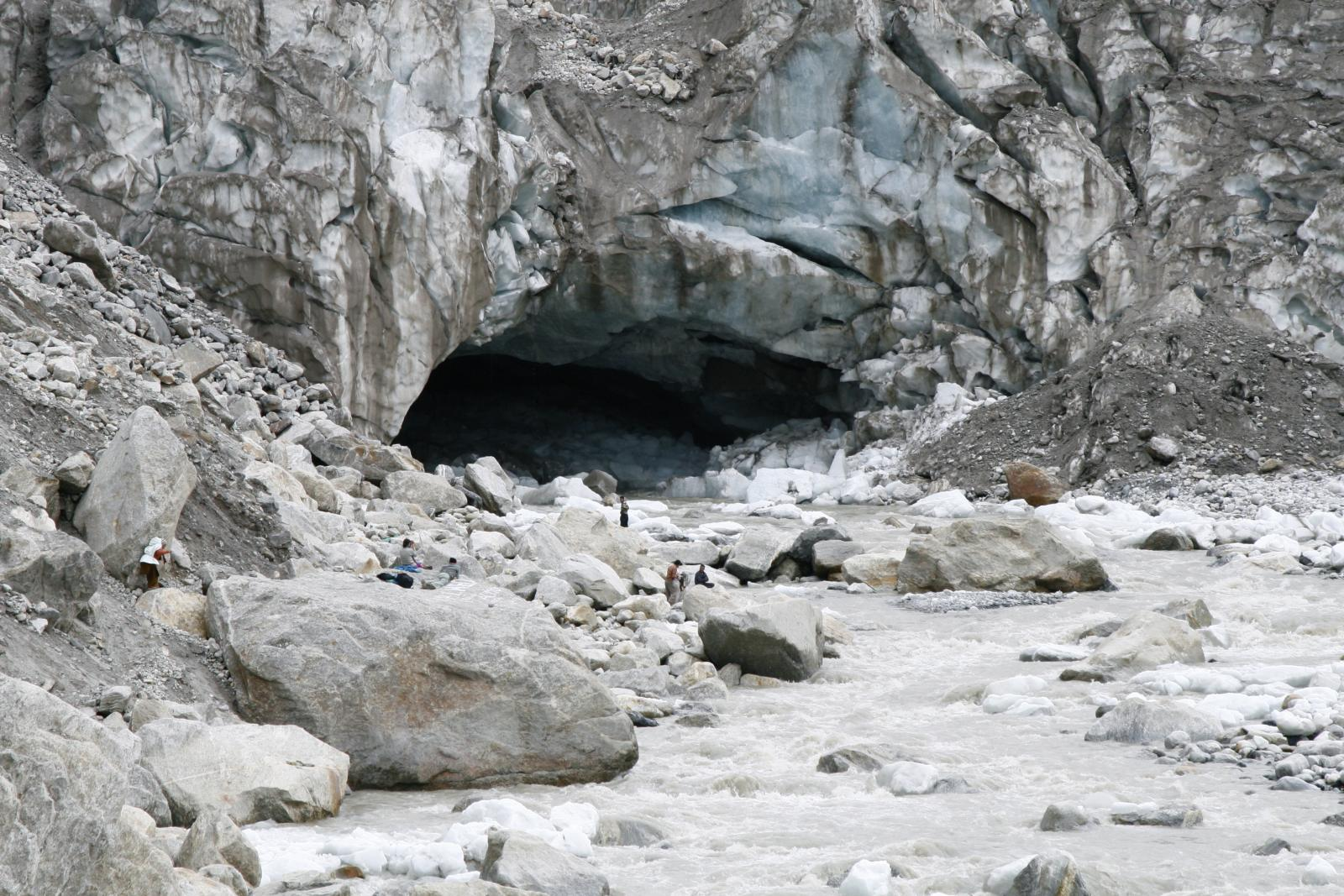
Une vue du glacier.

Gaumukh ou Gomukh (en hindi : गोमुख, en sanskrit : गोमुखम् (gomukham)) est un lieu-dit situé au niveau du front du glacier de Gangotri, qui est la source principale du Gange, en Inde. Il est à 21 km de Gangotri, un lieu de pèlerinage qui représente le début du fleuve sacré. Le nom Gaumukh vient du fait que ce glacier aurait la forme d'une bouche de vache.

## Sources
- Encyclopedia Britannica.